# Morgen ist ein neuer Tag
Morgen ist ein neuer Tag (Originaltitel: Hurry Sundown) ist ein 1966 entstandenes, US-amerikanisches Filmdrama von Otto Preminger mit Michael Caine und Jane Fonda in den Hauptrollen. Dem Zweieinhalb-Stunden-Film lag der Roman von K. B. Gilden zugrunde.

## Handlung
In der US-amerikanischen Provinz, im glühend heißen Sommer des Jahres 1946. Im Bundesstaat Georgia residiert der noch junge und sehr wohlhabende Besitzer einer Konservenfabrik, Henry Warren, mit seiner Frau Julie Ann. Um seine Geschäfte zu optimieren, plant Warren im Auftrag seines größten Abnehmers, eines Gemüsekonzerns, den Ankauf unbebauten, benachbarten Farmlandes. Doch die Sache hat einen großen Haken: Zwei der Landbesitzer wollen nicht verkaufen. Bei dem einen handelt es sich um Henrys Vetter Rad McDowell mit seiner Gattin Lou, das andere Stück Land gehört dem Schwarzen Reeve Scott, dessen kranke, alte Mutter sich einst, als die Farbigen der Gegend noch als Hausdiener und Haushaltsgehilfen gehalten wurden, um die Erziehung der jungen Julie Ann gekümmert hat. Henry Warren ist in seinen Mitteln nicht wählerisch, wenn es darum geht, die beiden Widerspenstigen zum Verkauf zu „überreden“. Als er mit guten Worten keinen Erfolg hat, schickt er bewaffnete Schlägertypen los. Doch keine seiner brutalen Maßnahmen hat Erfolg, und Warren beginnt, immer wütender zu werden.
Seine Rücksichtslosigkeit lässt auch Henry und Julie Ann allmählich einander entfremden, zumal Warren von seiner Gattin verlangt, nach dem Tod Roses zu behaupten, dass Roses Sohn Reeve sein Land unrechtmäßigerweise besitzt. Julie Ann hilft ihrem Gatten nur widerwillig und reicht eine Klage ein. Dann aber durchkreuzt die ortsansässige, schwarze Lehrerin Vivian Thurlow, die dank der städtischen Archivunterlagen belegen kann, dass Reeve durchaus rechtmäßig Besitzer des umkämpften Stück Landes ist, Warrens Plan. Julie Ann zieht daraufhin ihre Anschuldigung gegenüber Reeve zurück. Henry sieht jetzt nur noch einen Weg, zu seinem Ziel zu kommen. Mit Hilfe einiger Vertreter des Ku Klux Klan lässt er einen Damm sprengen, woraufhin die freigesetzten Wasserfluten das Farmland der beiden Widersacher überflutet und es für Reeve und Vetter Rad unbrauchbar macht. Rads ältestes Kind stürzt bei dem Anschlag in die Fluten und ertrinkt. Erstmals ist Henry über die Konsequenzen seines Handelns entsetzt. Doch es kommt für ihn noch schlimmer: Henrys Frau verlässt ihn, und Rad und Reeve beschließen mit Hilfe der Grundstücksnachbarn, ihren Grund und Boden wieder so weit herzurichten, dass man ihn wieder bewirtschaften kann.

## Produktionsnotizen
Morgen ist ein neuer Tag entstand Mitte 1966 und wurde am 6. Februar 1967 uraufgeführt. Die deutsche Premiere fand am 6. Oktober 1967 statt, in der DDR fand der Film am 30. Mai 1969 seinen Weg in die Kinos.
Michael Caine, der kurz zuvor seinen internationalen Durchbruch mit der Londoner Cockney-Komödie Der Verführer läßt schön grüßen feiern konnte, gab mit diesem Film seinen Einstand in einer Hollywood-Großproduktion. Die 25-jährige Faye Dunaway stand hier erstmals in einem Kinofilm vor der Kamera. Co-Stars Jane Fonda und John Phillip Law spielten ein Jahr später gemeinsam in Barbarella die Hauptrollen.
Gene Callahan zeichnete für die Filmbauten verantwortlich, John Godfrey war Ausstatter. John G. Avildsen war einer von drei Regieassistenten.

## Synchronisation
| Rolle                  | Darsteller       | Synchronsprecher  |
| ---------------------- | ---------------- | ----------------- |
| Henry Warren           | Michael Caine    | Lothar Blumhagen  |
| Julie Ann Warren       | Jane Fonda       | Evelyn Gressmann  |
| Vivian Thurlow         | Diahann Carroll  | Renate Küster     |
| Rose Scott             | Beah Richards    | Ruth Hellberg     |
| Reeve Scott            | Robert Hooks     | Lutz Moik         |
| Lou McDowell           | Faye Dunaway     | Marianne Mosa     |
| Rad McDowell           | John Phillip Law | Michael Chevalier |
| Sheriff Coombs         | George Kennedy   | Hans Wiegner      |
| Richter Purcell        | Burgess Meredith | Hans Hessling     |
| Reverend Clem De Lavey | Frank Converse   | Thomas Danneberg  |
| Carter Sillens         | Jim Backus       | Martin Hirthe     |

## Kritiken
Der überlange Film war ein großer Flop und zog bei seiner Premiere nicht nur zahlreiche Verrisse, sondern auch einige Kontroversen nach sich, galt er einigen Kritikern doch, exakt im Gegensatz zu Premingers Intention, als angeblich rassistisch. Nachfolgend einige Beispiele:
Der Spiegel schrieb in seiner Ausgabe vom 30. Oktober 1967: „In der lang weilenden Südstaaten-Saga koloriert Otto Preminger ("Der Mann mit dem goldenen Arm") den US.-Rassenkampf wie ein Sonntagsmaler: Die Neger gospeln zu Gott und leiden wie Lämmer; die Weißen sind Schurken und Böcke und trachten nach der Schwarzen Erdteil.“

„Oftmals groteskes, überreifes Melodram … Dank der Besetzung von Fonda und Caine eine Kuriosität.“

„Von hervorragenden Schauspielern getragene Literaturverfilmung, verdichtet zu einem Plädoyer für ein friedliches und hilfsbereites Zusammenleben; psychologisch glaubhaft und überzeugend, im sozialen Aspekt allerdings etwas verschwommen.“

„Unglaublich klischeebehaftetes, episches Melodram mit Action und Sex als Beimengungen.“